# Gironville-sur-Essonne
Gironville-sur-Essonne  [ʒiʁɔ̃vil syʁ esɔn] je francouzská obec v departementu Essonne, v regionu Île-de-France, 54 kilometrů jižně od Paříže.

## Geografie
Sousední obce: Valpuiseaux, Maisse, Mespuits, Buno-Bonnevaux, Champmotteux a Prunay-sur-Essonne.

## Vývoj počtu obyvatel
Počet obyvatel